# Acordo de cavalheiros
Um acordo de cavalheiros é um acordo informal e juridicamente não vinculativo entre duas ou mais partes.[carece de fontes?] Geralmente é oral, mas pode ser escrito ou simplesmente entendido como parte de um acordo tácito por convenção ou por meio de etiqueta mutuamente benéfica.[carece de fontes?] A essência de um acordo de cavalheiros é que ele depende da honra das partes para o seu cumprimento, em vez de ser de alguma forma executável. É diferente de um acordo ou contrato legal. Uma forma mais formal (mas ainda não vinculativa) do acordo de cavalheiros é o memorando de entendimento.[carece de fontes?]

## História
Em inglês, a frase aparece nos registos parlamentares britânicos em 1821 e nos registos públicos de Massachusetts em 1835. O Oxford English Dictionary cita a coleção de contos de P.G. Wodehouse de 1929, Mr Mulliner Speaking, como a primeira aparição do termo.

### Indústria
Um acordo de cavalheiros, definido no início do século XX como "um acordo entre cavalheiros visando o controlo de preços", foi relatado por uma fonte como a forma mais flexível de um "pool". Tais acordos foram encontrados em todos os tipos de indústria e eram numerosos nas indústrias siderúrgicas e de ferro americanas do início do século XX.
Um relatório da Câmara dos Representantes dos Estados Unidos detalhando a sua investigação da United States Steel Corporation afirmou que havia dois tipos gerais de associações ou consolidações informais entre interesses siderúrgicos e siderúrgicos na década de 1890, nas quais as empresas individuais mantinham a propriedade, bem como um alto grau de independência: o "pool" e o "acordo de cavalheiros". Este último tipo não possuía nenhuma organização formal para regular a produção ou os preços, nem quaisquer disposições sobre confisco em caso de infração. A eficácia do acordo dependia do cumprimento de promessas informais pelos membros.
Na indústria automóvel, os fabricantes japoneses concordaram que nenhum carro de produção teria mais de 280 PS (280 PS; 276 hp; 206 kW); o acordo terminou em 2005. Os fabricantes alemães limitam a velocidade máxima dos sedãs e carrinhas de alto desempenho a 250 quilómetros por hora . Algumas fabricantes de automóveis, como a Mercedes-Benz, oferecem opções para aumentar ou remover o limitador de velocidade. Quando a motocicleta Suzuki Hayabusa ultrapassou 310 quilómetros por hora em 1999, os receios de uma proibição europeia ou de uma repressão regulamentar levaram os fabricantes de motocicletas japoneses e europeus a concordarem com um limite de 300 km/h no final de 1999.

### Relações internacionais
Após o intenso sentimento antijaponês se desenvolver na Costa Oeste, o presidente dos EUA, Theodore Roosevelt, não quis irritar o Japão apoiando uma legislação que proibisse a imigração japonesa para os Estados Unidos, como havia sido feito para a imigração chinesa. Em vez disso, houve um "Acordo de Cavalheiros" (1907-1908) informal e um correspondente Acordo de Damas entre os Estados Unidos e o Japão, por meio do qual o Japão garantiu que houvesse muito pouco ou nenhum movimento para os EUA. Os acordos foram feitos pelo Secretário de Estado dos EUA, Elihu Root, e pelo Ministro das Relações Exteriores do Japão, Tadasu Hayashi. O acordo proibia a emigração de trabalhadores japoneses para os Estados Unidos e rescindia a ordem de segregação do Conselho Escolar de São Francisco, na Califórnia, que havia humilhado e irritado os japoneses. O acordo não se aplicava ao Território do Havaí. Os acordos permaneceram em vigor até 1924, quando o Congresso proibiu toda a imigração do Japão.  Um sentimento anti-japonês semelhante no Canadá, na mesma época, levou ao Acordo Hayashi-Lemieux, também conhecido como "Acordo de Cavalheiros de 1908", com cláusulas e efeitos substancialmente semelhantes.

### Políticas comerciais
Acordos de cavalheiros passaram a regular atividades internacionais, como a coordenação de políticas monetárias ou comerciais. De acordo com Edmund Osmańczyk em Encyclopedia of the United Nations and International Agreements, também é definido como "um termo internacional para um acordo feito oralmente em vez de por escrito, mas totalmente válido legalmente". Este tipo de acordo pode permitir que uma nação evite os requisitos legais domésticos para entrar num tratado formal, ou pode ser útil quando um governo deseja entrar num acordo secreto que não seja vinculativo para a próxima administração. De acordo com outro autor, todos os acordos internacionais são acordos de cavalheiros porque, exceto pela guerra, todos eles são inexequíveis. Osmańczyk apontou que há uma diferença entre acordos de cavalheiros abertos e acordos diplomáticos secretos. Nos Estados Unidos, uma proibição contra acordos de cavalheiros nas relações comerciais entre estados foi introduzida em 1890, porque a natureza secreta de tais acordos estava além do controlo de qualquer pessoa.
No direito contratual inglês, para que um acordo seja vinculativo, deve haver a intenção de criar relações jurídicas; mas em relações comerciais (ou seja, acordos que não são entre familiares ou amigos) há uma presunção legal de uma "intenção de criar relações jurídicas". No entanto, no caso de 1925 de Rose & Frank Co v JR Crompton & Bros Ltd, a Câmara dos Lordes decidiu que a frase "Este acordo não é ... um acordo formal ou legal ... mas é apenas um registo da intenção das partes" era suficiente para refutar a referida presunção.

### Como uma tática discriminatória
Os acordos de cavalheiros eram uma tática discriminatória amplamente utilizada, supostamente mais comum do que os acordos restritivos na preservação da homogeneidade dos bairros e subúrbios de classe alta nos Estados Unidos. A natureza destes acordos tornava-os extremamente difíceis de provar ou rastrear, e entraram em vigor muito depois das decisões da Suprema Corte dos Estados Unidos em Shelley v. Kraemer. Uma fonte de 1995 afirmou que os acordos de cavalheiros "sem dúvida ainda existem", mas que o seu uso havia diminuído muito.
Até Jackie Robinson ter sido contratado pelos Brooklyn Dodgers em 1946, um acordo de cavalheiros garantiu que os jogadores afro-americanos fossem excluídos do beisebol organizado.